# Catedral de los Santos Ángeles (Gary)
La Catedral de los Santos Ángeles  (en inglés: Cathedral of the Holy Angels) Es una catedral católica situada en Gary (Indiana, Estados Unidos). Es la sede de la diócesis de Gary y de la Parroquia de los Santos Ángeles.
La parroquia fue establecida por el Rev. Thomas F. Jansen en septiembre de 1906 en la Diócesis de Fort Wayne. Fue la primera parroquia católica fundada en la ciudad de Gary. Las primeras misas en la parroquia se habían celebrado en un local en la esquina de la Quinta Avenida y Broadway. El primer edificio parroquial fue una combinación de iglesia y escuela. Los feligreses eran en su mayoría de Europa oriental, Irlanda, Alemania e Italia.
La Escuela de los Santos Ángeles abrió sus puertas en 1909 con las Hermanas de Notre Dame como profesoras. La parroquia creció lentamente y para la década de 1940 se necesitaba un edificio mayor para la iglesia. El Rev. John A. Sullivan era el párroco cuando la iglesia actual fue construida en el estilo neogótico. La piedra angular fue colocada el 26 de octubre de 1947 y fue dedicada el 29 de enero de 1950 por el Obispo John F. Noll.
Cuando el Papa Pío XII estableció la Diócesis de Gary el 10 de diciembre de 1956, la Iglesia de los Santos Ángeles se convirtió en la catedral de la nueva diócesis.
En la década de 1960, la parroquia, mayoritariamente caucásica, comenzó a cambiar a medida que feligreses afroamericanos y latinoamericanos se unieron a los Santos Ángeles tras el cierre de las iglesias de San Antonio y el Sagrado Corazón. El edificio de la escuela y el convento fueron demolidos en 1965 para la construcción de un nuevo edificio de dos plantas con una inversión de 1,2 millones de dólares. El edificio albergaba aulas, un convento, gimnasio, cafetería y espacio para un salón parroquial. El 7 de junio de 1994, el nombre de la escuela cambió a Escuela Hermana Thea Bowman. Actualmente, es una escuela concertada llamada Academia de Liderazgo Thea Bowman.